# José Afonso Lobato
José Afonso Lobato (Redenção da Serra, 28 de fevereiro de 1960), mais conhecido como Padre Afonso Lobato,  é um sacerdote católico, advogado e político brasileiro, filiado ao Podemos (PODE).

## Vida e formação
José Afonso Lobato nasceu em Redenção da Serra, município do Interior do Estado de São Paulo em 1960. É o décimo terceiro filho de José Benedito Lobato e de Maria Cidaliria Lobato.
Estudou o início do colegial (atual ensino médio) ainda em Redenção da Serra, onde também ajudava os pais em seu sítio. Em 1978 foi para um Seminário no Estado de Santa Catarina, na cidade de Turvo. No mesmo ano concluiu o ensino médio e se mudou para Curitiba, onde cursou Filosofia na Pontifícia Universidade Católica do Paraná.
Em 1982 começou a cursar Teologia já como religioso da Congregação Missionária Servos dos Pobres. Em 1984 se muda para a Sicília, na Itália. No fim do mesmo ano retorna ao Brasil e termina o curso de teologia na Faculdade de Teologia dos padres do Sagrado Coração de Jesus.
Em 1987 é ordenado diácono e passa a lecionar filosofia no Seminário Diocesano de Taubaté e formação humana no Colégio Municipal. No ano seguinte ordena-se padre.
Em 1994, padre Afonso assume como Pároco a Paróquia da Santíssima Trindade da diocese de Taubaté, cursando ao mesmo tempo, o curso de Direito na Universidade de Taubaté. Permaneceu na paróquia por oito anos.
Concluindo a faculdade de Direito, passa a atuar junto a Pastoral Carcerária e é eleito Presidente do Conselho da Comunidade da Comarca de Taubaté.

## Carreira política
Em 2002 decide disputar a eleição à deputado estadual pelo estado de São Paulo pelo Partido Verde (PV) com a permissão do bispo diocesano Dom Carmo João  João Rhoden, sendo eleito com 41.334 votos para a 15ª legislatura.
Em 2006 se candidata à reeleição, também com a permissão do bispo diocesano de Taubaté, sendo reeleito com 67.138 votos para a 16ª legislatura, dos quais 36.954 na cidade de Taubaté.
Como deputado, Pe. Afonso participa é vice-presidente do Conselho Ética e Decoro Parlamentar da Assembléia Legislativa do Estado de São Paulo e membro efetivo das comissões de Promoção Social, de Saúde e Higiene e de Ética e Decoro Parlamentar da assembléia. Além disso, Lobato é suplente da Comissão de Segurança Pública da Assembléia legislativa.
Em 2008, Pe. Afonso se candidatou à prefeitura da cidade de Taubaté pelo Partido Verde, em coligação com os partidos DEM, PCdoB e PPS. O candidato obteve 48.601 votos (32% dos votos válidos), sendo derrotado pelo então prefeito candidato à reeleição Roberto de Alvarenga Peixoto, do PMDB. A diferença entre os dois foi de 2.109 votos, ou pouco mais de 1% dos votos válidos do município.
Especula-se que por sua votação, Pe. Afonso dispute as eleições de 2010 para o cargo de deputado federal por São Paulo.